# Мутье, Элеонор Франсуа де
Элеоно́р Франсуа́ де Мутье́ (фр. Éléonor François Élie de Moustier; 15 марта 1751 — 1 февраля 1817) — французский дипломат и посол, генерал-лейтенант, маркиз, научный писатель.
Родной дед дипломата и политика Леонеля де Мутье (1817—1869).

## Биография и труды
Родился в Париже в дворянской семье. Образование получил в Гейдельбергском университете, затем поступил на службу в королевский кавалерийский полк. Позже проходил военную подготовку в Безансоне, с 1767 года был лейтенантом наваррской кавалерии, с 1771 года командовал ротой драгунов. 30 декабря 1814 года получил звание маршала королевской армии.
Дипломатическую службу начал в 1769 году в Лиссабоне, в 1771 году отклонил предложение испанского двора перейти на службу этой стране. С 1772 года был советником посольства в Лондоне, с 1776 года — секретарём посольства в Неаполе, с 1778 года — посланцем короля при курфюрсте Трира. В 1787 году был назначен послом в США. В 1790 году, во время революции, был послом в Пруссии. Был противником революции и сторонником монархии, в сентябре 1791 года отказался от поста министра иностранных дел и был назначен послом в Константинополе. В 1793 году уехал в Англию. В 1795 году курировал вопросы высадки десанта роялистов в Кибероне (Quiberon). Затем попеременно жил в Англии и Пруссии, во Францию вернулся в 1814 году, во время Ста дней вновь бежал и окончательно возвратился в 1815 году.
Работы его авторства: «De l’intérêt de la France á une constitution monarchique», «De l’intérêt de l’Europe dans la Révolution francaise», «Observations sur les déclarations du’maréchal prince de Cobourg».